# Bruce C. Clarke
O General Bruce Cooper Clarke foi um militar e oficial do Exército dos Estados Unidos. Ele foi o chefe do Comando do Exército Continental de 1958 até 1960 e também foi comandante do Exército americano na Europa de 1960 até 1962. Ele também comandou as formas norte-americanas no Pacífico de dezembro de 1954 até abril de 1956.